# Сватовский городской совет
Сватовский городской совет (укр. Сватівська міська рада) — административно-территориальная единица и орган местного самоуправления в Сватовском районе Луганской области. Административный центр — город Сватово.

## Населённые пункты
Городскому совету подчинены населенные пункты:
- Г. Сватово

- С. Дачное

- С. Змиевка

- П. Сосновый

## Общие сведения
Сватовский городской совет образован в 1938 году.
- Территория совета: 27 км2
- Население совета: 19 880 человек (по состоянию на 2001 год)
- По территории Совета протекают Красная, Хорина